# Lil' C
Christopher "Lil' C" Toler (Los Angeles, 19 de janeiro de 1983) é um dançarino e coreógrafo estadunidense, mais conhecido por ser um dos inventores do krumping, um dos estilos da dança hip hop. Lil' C também apareceu na série de TV So You Think You Can Dance e no documentário Rize.